# Moult
Moult és un municipi francès situat al departament de Calvados i a la regió de Normandia. L'any 2007 tenia 1.687 habitants.

## Demografia

### Població
El 2007 la població de fet de Moult era de 1.687 persones. Hi havia 594 famílies de les quals 83 eren unipersonals (32 homes vivint sols i 51 dones vivint soles), 162 parelles sense fills, 298 parelles amb fills i 51 famílies monoparentals amb fills.
La població ha evolucionat segons el següent gràfic:
Habitants censats

### Habitatges
El 2007 hi havia 628 habitatges, 600 eren l'habitatge principal de la família, 13 eren segones residències i 16 estaven desocupats. 610 eren cases i 16 eren apartaments. Dels 600 habitatges principals, 411 estaven ocupats pels seus propietaris, 170 estaven llogats i ocupats pels llogaters i 19 estaven cedits a títol gratuït; 3 tenien una cambra, 23 en tenien dues, 89 en tenien tres, 145 en tenien quatre i 339 en tenien cinc o més. 428 habitatges disposaven pel capbaix d'una plaça de pàrquing. A 244 habitatges hi havia un automòbil i a 319 n'hi havia dos o més.

### Piràmide de població
La piràmide de població per edats i sexe el 2009 era:
| Homes | Edats   | Dones |
| ----- | ------- | ----- |
| 0     | 95 o +  | 0     |
| 0     | 90 a 94 | 0     |
| 8     | 85 a 89 | 8     |
| 0     | 80 a 84 | 4     |
| 8     | 75 a 79 | 8     |
| 8     | 70 a 74 | 24    |
| 28    | 65 a 69 | 20    |
| 20    | 60 a 64 | 20    |
| 20    | 55 a 59 | 32    |
| 52    | 50 a 54 | 36    |
| 44    | 45 a 49 | 32    |
| 52    | 40 a 44 | 64    |
| 32    | 35 a 39 | 44    |
| 56    | 30 a 34 | 48    |
| 20    | 25 a 29 | 44    |
| 28    | 20 a 24 | 28    |
| 52    | 15 a 19 | 48    |
| 40    | 10 a 14 | 32    |
| 64    | 5 a 9   | 44    |
| 36    | 0 a 4   | 28    |

## Economia
El 2007 la població en edat de treballar era de 1.099 persones, 865 eren actives i 234 eren inactives. De les 865 persones actives 775 estaven ocupades (428 homes i 347 dones) i 90 estaven aturades (32 homes i 58 dones). De les 234 persones inactives 85 estaven jubilades, 74 estaven estudiant i 75 estaven classificades com a «altres inactius».

### Ingressos
El 2009 a Moult hi havia 638 unitats fiscals que integraven 1.798,5 persones, la mediana anual d'ingressos fiscals per persona era de 17.699 €.

### Activitats econòmiques
Dels 78 establiments que hi havia el 2007, 2 eren d'empreses extractives, 1 d'una empresa alimentària, 5 d'empreses de fabricació de material elèctric, 11 d'empreses de fabricació d'altres productes industrials, 17 d'empreses de construcció, 18 d'empreses de comerç i reparació d'automòbils, 1 d'una empresa de transport, 5 d'empreses d'hostatgeria i restauració, 1 d'una empresa d'informació i comunicació, 1 d'una empresa financera, 2 d'empreses immobiliàries, 6 d'empreses de serveis, 4 d'entitats de l'administració pública i 4 d'empreses classificades com a «altres activitats de serveis».
Dels 25 establiments de servei als particulars que hi havia el 2009, 1 era una gendarmeria, 5 tallers de reparació d'automòbils i de material agrícola, 2 paletes, 3 guixaires pintors, 2 fusteries, 1 lampisteria, 3 electricistes, 2 empreses de construcció, 1 perruqueria, 4 restaurants i 1 saló de bellesa.
Dels 4 establiments comercials que hi havia el 2009, 1 era un hipermercat, 1 un supermercat, 1 una botiga de menys de 120 m² i 1 una botiga de material de revestiment de parets i terra.
L'any 2000 a Moult hi havia 19 explotacions agrícoles que ocupaven un total de 276 hectàrees.

## Equipaments sanitaris i escolars
L'únic equipament sanitari que hi havia el 2009 era una farmàcia.
El 2009 hi havia una escola elemental.

## Poblacions més properes
El següent diagrama mostra les poblacions més properes.